# Idaea chotaria
Idaea chotaria là một loài bướm đêm trong họ Geometridae.